# 小行星3115
小行星3115（3115 Baily）是一颗绕太阳运转的小行星，为主小行星带小行星。该小行星于1981年8月3日发现。
該小行星以英國天文學家弗朗西斯·貝利命名。

## 轨道参数
小行星3115的轨道半长轴为2.5796804 UA，离心率为0.143。